# Башево (Владимирская область)
Башево — деревня Судогодского района Владимирской области России, входит в состав Муромцевского сельского поселения.

## География
Деревня расположена на берегу реки Судогда в 3 км на юг от райцентра города Судогда. 

## История
В XIX — первой четверти XX века деревня входила в состав Бережковской волости Судогодского уезда, с 1926 года — в составе Судогодской волости Владимирского уезда. В 1859 году в деревне числилось 12 дворов, в 1905 году — 16 дворов, в 1926 году — 26 дворов.
С 1929 года деревня входила в состав Бережковского сельсовета Судогодского района, с 1954 года — в составе Судогодского сельсовета, с 1979 года — в составе Беговского сельсовета, с 2005 года — в составе Муромцевского сельского поселения.

## Население
| 1859 | 1905 | 1926 |
| ---- | ---- | ---- |
| 75   | 111  | 144  |

| 1859 | 1905 | 1926 | 1959 | 1970 | 1979 | 1983 |
| ---- | ---- | ---- | ---- | ---- | ---- | ---- |
| 75   | ↗111 | ↗144 | ↘78  | ↘54  | ↘28  | ↘17  |
| 2002 | 2010 | 2021 |      |      |      |      |
| ↘7   | ↗20  | ↘12  |      |      |      |      |